# Pavel Sergeyev
Pavel Igorevich Sergeyev (tiếng Nga: Павел Игоревич Сергеев; sinh ngày 10 tháng 2 năm 1992) là một cầu thủ bóng đá người Nga thi đấu cho F.K. Spartak Kostroma.

## Sự nghiệp câu lạc bộ
Anh ra mắt chuyên nghiệp tại Giải bóng đá chuyên nghiệp quốc gia Nga cho FC Domodedovo Moskva vào ngày 18 tháng 7 năm 2014 trong trận đấu với FC Znamya Truda Orekhovo-Zuyevo.